# Hesperapis oraria
Hesperapis oraria is een vliesvleugelig insect uit de familie Melittidae. De wetenschappelijke naam van de soort is voor het eerst geldig gepubliceerd in 1997 door Snelling & Stage.